# Северный сото
Се́верный со́то (иногда также пе́ди, сепе́ди) — язык группы банту, относящийся к подгруппе сото-тсвана и распространённый главным образом в Южно-Африканской Республике, на севере и востоке ареала сото-тсвана. Один из 11 официальных языков ЮАР. Название педи, или сепеди, иногда применяемое к северному сото, относится, строго говоря, только к диалекту рода педи (бапеди), на основе которого развивается официальный язык: официальное название языка — Sesotho sa Leboa («северный сото»).
Идиомы, обслуживаемые литературным северным сото, представляют собой диалектный континуум: все они более или менее взаимопонятны; кроме того, все они достаточно близки двум другим языкам подгруппы S.30 — сесото и тсвана. Письменный язык был создан немецкими миссионерами (в первую очередь К. Эндеманном и П. Э. Швельнуссом) для перевода Библии в начале XX века. В эпоху апартеида для северных сото был создан бантустан Лебова, в связи с чем происходило более или менее активное языковое строительство. В настоящее время северный сото является официальным языком в ЮАР, ведётся преподавание языка в начальной и средней школе, теле- и радиопрограммы. Северный сото является языком большинства в трех из пяти районов провинции Лимпопо (Ватерберг, Тропик Козерога и Секхукхуне), а ещё в одном (Мопани) является одним из двух основных языков (наряду с тсонга).
Для северного сото характерна высокая диалектная дробность. На востоке ареала распространены диалекты паи, пулана и кутсве, достаточно сильно отличающиеся от прочих; иногда их выделяют в отдельную группу «восточных сото». В рамках зоны «северных сото» выделяются следующие говоры:
- Южно-центральные: копа, ндебеле-сото
- Центральные: педи, тау, коне
- Северо-западные: тлоква, хананва, матлала, молетши, мамаболо
- Северо-восточные: лобеду, палаборва, кхаха, дзвабо
- Восточные
  - Паи
  - Восточно-центральные: пулана, кутсве

Большинство диалектов северного сото (за исключением паи, кутсве и пулана) можно рассматривать как переходные между «крайними» типами, представленными диалектами сесото и тсвана. В орфографии северного сото, как и в орфографии тсвана, используются буквы g в значении [x], š и tš для [ʃ] и [tʃ], а также буквы ê, ô, обозначающие открытые [ɛ] и [ɔ].

## Википедия на языке северный сото
Существует раздел Википедии на языке северный сото («Википедия на языке северный сото»), первая правка в нём была сделана в 2011 году. По состоянию на 8:48 (UTC) 20 августа 2025 года раздел содержит 8774 статьи (общее число страниц — 11 463); в нём зарегистрировано 7800 участников, один из них имеет статус администратора; 22 участника совершили какие-либо действия за последние 30 дней; общее число правок за время существования раздела составляет 52 790.